# Gaëtan Missi Mezu
Gaëtan Missi Mezu Kouakou (ur. 4 maja 1996 w Villeneuve-d’Ascq, Francja) – gaboński piłkarz, grający na pozycji napastnika.

## Kariera piłkarska

### Kariera klubowa
Wychowanek Toulouse Fontaines Club. W 2013 rozpoczął karierę piłkarską w drużynie Balma SC. W 2014 przeszedł do Valenciennes FC. W lipcu 2016 podpisał kontrakt z Paris FC. 18 września 2017 jako wolny agent zasilił skład Dunărea Călărași. 1 marca 2019 został piłkarzem Arsenału Kijów.

### Kariera reprezentacyjna
W 2016 debiutował w narodowej reprezentacji Gabonu.

## Sukcesy i odznaczenia

### Sukcesy klubowe
Dunărea Călărași
- mistrz Liga II: 2017/18